# Maung Maung
Ne doit pas être confondu avec Maung Maung Kha.
Maung Maung (birman မောင်မောင် ; 11 janvier 1925 - 18 septembre 1994) est un homme politique birman. Il est le septième président de la République, du 19 août au 18 septembre 1988.

## Biographie
Né à Mandalay le 11 janvier 1925, Maung Maung est le fils d'un juriste, U Sint, et de son épouse, Daw Aye Tin. Diplômé de BTN High School, il fait partie de la quatrième promotion de l'Académie des Services de Défense (DSA). En 1946, il obtient un Bachelor of Arts de l'Université de Rangoun, et en 1949 un Bachelor of Law (BL). Il a été lecteur au département de langue anglaise de l'Université de Rangoun, éditeur du journal Burma Khit et sous-directeur des chemins de fer birmans. En 1950, il obtient une bourse pour étudier au Royaume-Uni. Il adhère à l'Association de juristes de La Haye, où il étudie le droit international. Il obtient son doctorat en droit à l'Université d'Utrecht en juin 1956. Il est également diplômé de l'Université Yale.
Après le coup d'État militaire du général Ne Win en mars 1962, Maung Maung occupe différents postes, dont ceux de ministre de la Justice puis président de la Cour suprême.
Au moment du soulèvement démocratique de 1988, après les démissions successives de la présidence du général San Yu (27 juillet) et du colonel Sein Lwin (12 août), la junte estime qu'un civil à la tête de l'État serait peut-être plus à même de calmer le ressentiment populaire : Maung Maung succède à Aye Ko (en) le 19 août 1988 comme président de la République socialiste de l'Union birmane. La situation ne se calmant pas, l'armée procède à un coup d'État le 18 septembre et Maung Maung est remplacé par son ministre de la Défense, le général Saw Maung.
Il meurt d'une crise cardiaque à Rangoon le 18 septembre 1994.
Il a cinq enfants de sa femme Khin May Hnin (ou Khin Myint). Un de ses fils, le brigadier-général Kyaw Thu (en retraite) a été vice-ministre des Affaires étrangères.

## Publications
1. London Diary (Londres, 1958)
2. The Forgotten Army (1946)
3. Burma in the Family of Nations
4. General Ne Win and Myanma Politics (Prix littéraire national pour la politique)
5. Thet-shi-yar-za-win (L'Histoire vivante - biographies de plusieurs hommes d'État)
6. To a soldier son

## Source
- (en) Cet article est partiellement ou en totalité issu de l’article de Wikipédia en anglais intitulé « Maung Maung » (voir la liste des auteurs).